# Phantasmagoria (banda)
Phantasmagoria (ファンタスマゴリア) foi uma banda japonesa de rock da cena visual kei formada em 2004 em Osaka por Kisaki, dono da gravadora Under Code Production.
A banda cresceu rapidamente aparecendo em revistas como Shoxx e Cure pouco tempo após sua formação. Em 31 de agosto de 2008, encerraram oficialmente suas atividades.

## Carreira

### 2004–2006: Início e crescimento rápido

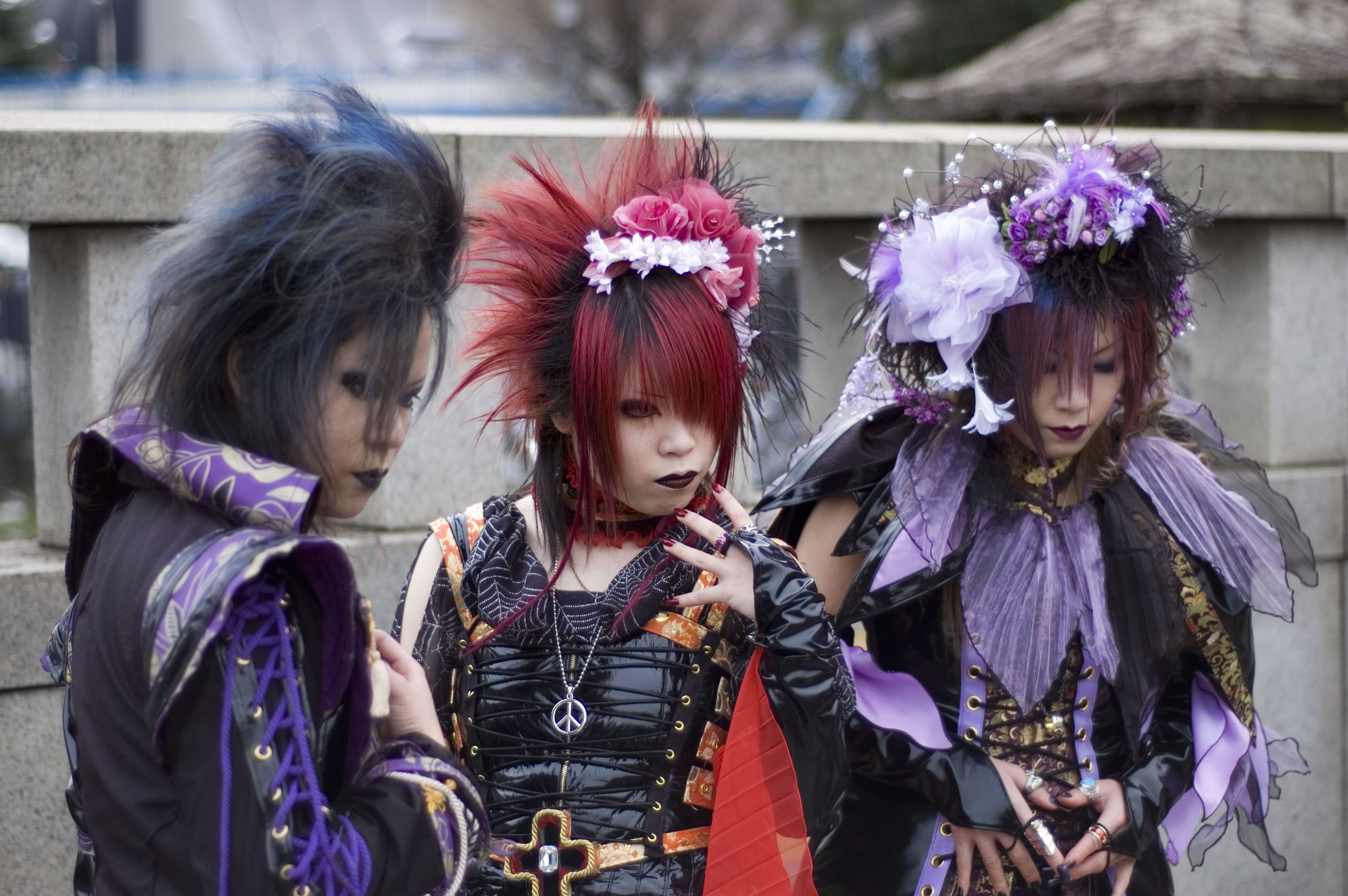
Fãs fazendo cosplay do Phantasmagoria, um de Matoi e dois de Kisaki

Phantasmagoria foi formada em novembro de 2004 em Osaka pelo líder e baixista Kisaki após o Kisaki Project pausar as atividades. Seu primeiro single "Material Pain" foi lançado na revista Shoxx no dia 21 de Dezembro de 2004. No dia seguinte lançaram o seu primeiro maxi-single, intitulado "Moonlight Revival". Dois dias depois participaram do Beauti-fool's Fest 2004 ao lado de bandas como Mucc e Plastic Tree. O grupo apareceu na capa de uma das conhecidas revistas de visual kei, Cure, em apenas um mês após sua formação ter sido oficializada, se tornando uma das bandas independentes a aparecer mais rápido na capa da revista. Inicialmente o baterista da banda era Shion (que já fez parte do Mist of Rouge), mas deixou a banda por motivos de saúde em fevereiro de 2005. Matoi então serviu temporariamente como baterista até que entrou oficialmente para a banda no dia 23 de março de 2005.
Seus primeiros shows fora do Japão foram em 22 e 23 de outubro de 2005 no evento Oni-con nos Estados Unidos. Em 20 de setembro de 2006, lançaram o EP Synthesis Songs, que alcançou a 198° posição na Oricon Albums Chart. A canção "Glitter" foi usada como tema de abertura do anime Musashi Gundoh.

### 2006–2008: Controvérsias e fim da banda
Em 17 de outubro de 2007, o álbum de tributo Tribute to Phantasmagoria foi lançado. Em meados deste ano, Kisaki decidiu que o grupo se moveria para Tóquio. Matoi e Iori não concordaram com a mudança por questões de saúde e deixaram a banda, especialmente Matoi, que já sofria de uma lesão no pé. Após um show no meio de dezembro de 2007, o líder anunciou repentinamente que o Phantasmagoria iria pausar as atividades, então membros como Jun e Riku começaram a trabalhar em projetos solo. Algum tempo depois, circularam notícias de que Kisaki estava sonegando impostos e após a controvérsia o baixista anunciou que estava se aposentando de sua carreira. Phantasmagoria entrou oficialmente em hiato em 31 de agosto de 2007 após duas últimas apresentações em Tóquio e Osaka nas quais Iori e Matoi também participaram.
Este hiato não durou muito tempo. A pedido de Yoshiki, participaram do hide memorial summit em maio de 2008, tocaram em um show grátis em Osaka e relançaram seu álbum de tributo. Exatamente um ano depois do hiato (em 31 de agosto de 2008) o Phantasmagoria fez um show exclusivo de renascimento e encerramento oficial da banda ao mesmo tempo.

### 2009–presente: Pós separação
Em 2009, a banda retornou brevemente as atividades e lançou o EP Seeds of Brain e o single "Diamond Dust" em 10 de março. Kisaki deixou claro que era apenas um renascimento temporário e a banda se separou novamente após uma apresentação em 15 de abril.
Kisaki e Riku formaram a nova banda Lin (凛) -THE END OF CORRUPTION WORLD-, estreando com o single "As If Forever Exists" em 2 de julho de 2010. Jun juntou-se a Toshi with T-EARTH logo após o término do Phantasmagoria e em 2012 formou a banda Gotcharocka. Riku, após sair do Lin em 2013, começou uma nova banda chamada chariots e Matoi juntou se ao Jill Christ.
Em 23 de outubro de 2011, lançaram um álbum de grandes êxitos intitulado Wailing Wall 2004-2010.

## Membros
- Riku (戮) – vocais principais, teclados
- Jun – guitarra solo, vocais de apoio
- Kisaki – baixo, teclado, sintetizador
- Iori (伊織) – guitarra rítmica, vocais de apoio
- Matoi (纏) – bateria, percussão

### Ex membros
- Shion (熾苑) – bateria (2004–2005)

## Discografia

### Singles
- "Material pain" (21 de dezembro de 2004)
- "Moonlight Revival" (22 de dezembro de 2004)
- "Never Rebellion" (1 de junho de 2005)
- "Never Rebellion - Fool's Mate Edition" (1 de julho de 2005)
- "Mikansei to Guilt" (未完成とギルト) (19 de outubro de 2005)
- "Kousoukyoku~Variant Jihad~"(神創曲～Variant Jihad～) (25 de janeiro de 2006)
- "Kyousoukyoku~Cruel Crucible~"(狂想曲～Cruel Crucible～) (22 de fevereiro de 2006)
- "Gensoukyoku~Eternal Silence~"(幻想曲～Eternal Silence～) (26 de março de 2006)
- "Under the Veil" (13 de dezembro de 2006)
- "Vain" (14 de fevereiro de 2007)
- "Kami Uta" (神歌) (18 de julho de 2007)

### Álbuns
- Splendor of Sanctuary (21 de outubro de 2005)
- Signs of Fragment (20 de dezembro de 2006)
- Requiem -Floral Edition-
- Requiem -Funeral Edition-

### Mini-álbum
- Synthesis Songs (20 de setembro de 2006)
- Seeds of Brain (10 de março de 2009)

### DVDs
- Kindling Vol.1 (1 de março de 2005)
- Kansai Seiatsu 2004~2005(関西制圧2004～2005) (6 de abril de 2005)
- Geneizou I ~after the Moonlight Revival~(幻影像Ⅰ～after the moonlight Revival～)  (6 de abril de 2005)
- Yojigen Yuukoujouyaku(四次元友好条約) (1 de julho de 2005)
- Geneizou II ~Sin Screen Film~(幻影像2～SIN SCREEN FILM～) (10 de agosto de 2005)
- Geneizou III ~for degradation crowd~(幻影像3～for degradation crowd～) (14 de dezembro de 2005)[9]